# Ariobarzanes I. (Kios)
Ariobarzanes I. von Kios lebte im 5. Jh. und war persischer Satrap in Phrygien. Nach Sallust und Florus war ein gewisser Artabazes, der mit Ariobarzanes I. identifiziert wird, der erste bekannte Vertreter der Mithridatischen Dynastie, die später im 3. Jh. das Königreich Pontos gründete.
Nach Herodot hat Ariobarzanes Xerxes I. auf seinem Heereszügen begleitet und wurde dafür mit der Satrapie von Phrygien belohnt, das vor ihm der Satrap Megabates verwaltete.
Der Vater von Ariobarzanes war Pharnaces, ein Verwandter von Dareios I. Er gehörte über diese Verbindung zur Achämeniden-Dynastie. Es wird vermutet, dass er später eine Tochter von Gobryas heiratete und dadurch nach dem Tod seines Schwiegervaters in den Besitz von Mariandynien kam.